# Tchad i olympiska sommarspelen 2012
Tchad deltog i olympiska sommarspelen 2012 som ägde rum i London i Storbritannien mellan den 27 juli och den 12 augusti 2012. Ingen av landets deltagare erövrade någon medalj.

## Friidrott
- Huvudartikel: Friidrott vid olympiska sommarspelen 2012

Förkortningar
- Notera – Placeringar gäller endast den tävlandes eget heat
- Q = Kvalificerade sig till nästa omgång via placering
- q = Kvalificerade sig på tid eller, i fältgrenarna, på placering utan att ha nått kvalgränsen
- NR = Nationellt rekord
- N/A = Omgången inte möjlig i grenen
- Bye = Idrottaren behövde inte delta i omgången

Damer
Bana och väg
| Idrottare          | Gren  | Heat     | Heat      | Semifinal       | Semifinal       | Final           | Final           |
| Idrottare          | Gren  | Resultat | Placering | Resultat        | Placering       | Resultat        | Placering       |
| ------------------ | ----- | -------- | --------- | --------------- | --------------- | --------------- | --------------- |
| Hinikissia Ndikert | 200 m | 26.06    | 8         | Did not advance | Did not advance | Did not advance | Did not advance |

## Judo
Damer
| Idrottare          | Gren                | Sextondelsfinal          | Åttondelsfinal       | Kvartsfinal          | Semifinal            | Återkval             | Bronsmatch           | Final                | Final            |
| Idrottare          | Gren                | Motståndare Resultat     | Motståndare Resultat | Motståndare Resultat | Motståndare Resultat | Motståndare Resultat | Motståndare Resultat | Motståndare Resultat | Placering        |
| ------------------ | ------------------- | ------------------------ | -------------------- | -------------------- | -------------------- | -------------------- | -------------------- | -------------------- | ---------------- |
| Carine Ngarlemdana | Mellanvikt (-70 kg) | Conway (GBR) L 0002–0010 | Gick inte vidare     | Gick inte vidare     | Gick inte vidare     | Gick inte vidare     | Gick inte vidare     | Gick inte vidare     | Gick inte vidare |